# Документ-камера

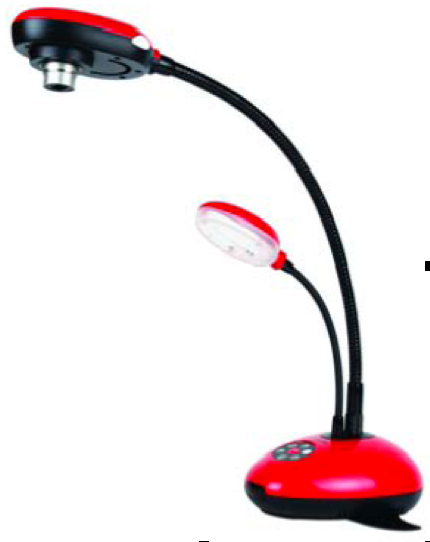
Документ-камера

Документ-камера — особый класс телевизионных камер, предназначенных для передачи изображений документов (например, оригиналов на бумаге) в виде телевизионного сигнала или в какой-либо другой электронной форме. По внешнему виду похожа на кодоскоп, но с цифровой камерой на месте верхнего объектива-перископа.
Документ-камеры позволяют получить и транслировать в режиме реального времени четкое и резкое изображение практически любых объектов, в том числе и трехмерных.
Изображение, полученное с помощью документ-камеры, может быть введено в компьютер, показано на экране телевизора, передано через Интернет, спроецировано на экран посредством мультимедиапроектора.

## Виды
Портативные 
Достаточно лёгкие (как правило до 5 кг), изготовлены из ударостойких материалов, что делает их транспортировку более безопасной, оснащены ручкой для переноски или специальной сумкой. Несмотря на малый размер обладают высокими техническими характеристиками.
 Стационарные 
Массивные и тяжёлые (до 15 кг.), снабжены большим количеством разъёмов для передачи данных, отличаются от портативных более высоким разрешением и расширенным набором функциональных возможностей.
 Потолочные 
Такая камера устанавливается на уровне потолка, как проектор, или полностью встраивается в подвесной потолок, что делает устройство незаметным.

## Использование
С помощью документ-камеры можно отображать рекламные материалы, документы, слайды, рентгеновские снимки и просто образцы продукции или какие-либо предметы.
Документ-камеры применяются в учебном процессе, упрощая работу с аудиторией. Поскольку передача данных происходит в режиме реального времени, камеры позволяют проводить видеоконференции и идеально подходят для удалённого обучения.
В странах Европы документ-камеры применяются в качестве инструмента для метода медицинской диагностики — телепатологии.

## Дополнительное оборудование
Адаптер для микроскопа 
Используются для подключения камеры к окулярам микроскопа.
 Антибликовая плёнка 
Прозрачная плёнка с матовым покрытием предназначена для устранения бликов при проектировании глянцевых покрытий журналов, книг, фотографий и т. п.
 Кейс 
Обычно дорожные кейсы используются для перевозки камеры и микроскопа либо двух документ-камер.
 Подсветка с лазерными указателями 
Лазеры визуально показывают поле зрения камеры, позволяя определить куда положить подлежащий видеодемонстрации предмет.
 Светящийся планшет 
Предназначен для рентгеновских снимков, прозрачных плёнок и т. п. Подключается напрямую к камере (для камер со встроенным планшетом дополнительный планшет не требуется).